# L'elisir d'amore (film 2002)
L'elisir d'amore è un film per la televisione del 2002, diretto da Andrea Bevilacqua per la regia televisiva e da Saverio Marconi per la regia teatrale, tratto dall'opera lirica omonima di Gaetano Donizetti.